# Колледж-Парк — Мэрилендский университет

Колледж-Парк — Мэрилендский университет (англ. College Park – University of Maryland) — открытая наземная станция Вашингтонгского метро на Зелёной линии, а также станция пригородного поезда MARC линии Кэмден (Camden Line). В часы пик также обслуживается Жёлтой линией. Она представлена тремя платформами: одной островной используемой Вашингтонским метрополитеном и двумя боковыми — пригородным поездом MARC. Станция обслуживается Washington Metropolitan Area Transit Authority. Расположена в городе Колледж-Парк поблизости к Мэрилендскому университету на пересечении Калверт-роад и Боудоин-авеню. По соседству расположены штаб-квартиры Американского физического общества и Управления по контролю качества пищевых продуктов и лекарственных средств, также гражданский аэропорт Колледж-Парк.
Станция была открыта 11 декабря 1993 года.
Открытие станции было совмещено с открытием ещё 3 станций: Уэст-Хайатсвилл, Принс-Джорджес плаза, Гринбелт.
В 2020 году запланировано открытие Фиолетовой линии, открытие которой соединит 4 станции трёх линий Вашингтонского метрополитена: Бетесда и Сильвер-Спринг (Красная линия), Колледж-парк — Мэрилендский университет (Зелёная линия), Нью-Корроллтон (Оранжевая линия).

## Режим работы
Открытие — , закрытие —
Отправление первого поезда в направлении:
- ст. Бранч-авеню — 5:03
- ст. Гринбелт — 5:44
- ст. Хантингтон — 5:01
- ст. Фрэнкония-Спрингфилд — 6:16

Отправление последнего поезда в направлении:
- ст. Бранч-авеню — 23:33
- ст. Гринбелт — 0:38
- ст. Хантингтон — 18:53
- ст. Фрэнкония-Спрингфилд — 18:00